# 코부치 켄타로
코부치 켄타로(小渕健太郎,こぶち けんたろう, 1977년 3월 13일 - O형）은, 미야자키현 미야자키시 출신의 뮤지션, 작사가, 작곡가이다. 코부쿠로의 멤버이며, 보컬, 기타, 코러스를 담당하고 있다. 애칭은 「코비」, 「주임」, 「켄보」, 「켄쨩」, 「코부쨩」등.

## 내력
- 1977년, 미야자키현 미야자키시에서 2명의 누나와 남동생 중 장남으로 태어났다. 집에서 일본 민요를 가르치고 있었기 때문에 어릴 적부터 음악에 흥미를 가지기 시작했다.
- 중학교 시절(1989년 4월 ~ 1992년 3월)에는 수영부에 소속 되어있었다.
- 1992년 4월, 미야자키현립 미야자키 공업고등학교 전자과 (현재의 전자정보과)에 입학.
- 고등학교 시절(1992년 4월 ~ 1995년 3월)에는 배드민턴부에 들어갔으나 1년만에 그만 두었다. 그 후, 기타에 흥미를 가져, 여러 밴드에 들어가 문화제와 라이브에 참가 했었다.
- 고등학교를 졸업한 후에는 옷을 만드는 장인이 되고싶다고 생각하여, 복식(服飾) 관계의 전문학교를 지원 하였으나, 부모님의 반대로 단념 하였다.
- 1995년 4월, 사닉스 후쿠오카 지점에 입사하여, 그 이후에 오사카 지점으로 배속.
- 1997년 겨울 (20살 때), 중학교 시절의 동급생으로, 고등학교 시절부터 교제를 계속 하고 있던 여성과 결혼 하였다.
- 1998년, 주임으로 승격 함과 동시에 사카이 지점으로 전근, 샐러리맨 생활을 하면서 스트리트 라이브도 시작했다. 그 때, 노상에서 현재의 파트너인 쿠로다 슌스케의 목소리에 끌려 만났다. 쿠로다에게 자신은 오리지널 곡은 만들지 않는다는 말을 듣고, 일을 하면서 짬짬이 곡을 제작하여 완성한 곡을 쿠로다에게 선물 했으나, 쿠로다의 기타 실력이 너무 형편이 없었기 때문에, 결국엔 코부치가 기타를 담당하게 되었다. 그 때 처음으로 둘이서 부른 곡이「사쿠라」였다.
- 2008년 12월 9일, 장녀, 장남의 쌍둥이가 태어났다.
- 2011년 8월 28일, 국소성 지스토니어에 의해, 당분간 활동을 쉰다고 발표했다.
- 2012년 11월 25일, 제2회 오사카 마라톤에 자원봉사 마라토너로써 처음으로 도전하여, 당초 목표였던 4시간 완주를 3시간 47분 45초로 훌륭하게 완주 하였다.
- 2013년 9월 18일, 첫 솔로 작품인 기획판 츠마비쿠 우타고에(기타를 타는 노래 소리, ツマビクウタゴエ) ~Kobukuro songs,acoustic guitar instrumentals~를 발매.

## 에피소드

### 음악관련
기타는 초등학교 5학년 때 처음으로 시작했다. 계기는 유니콘의 기타 리스트인 오쿠다 타미오를 동경 했기 때문이었다. 또, 친분이 있는 호테이 토모야스도 동경하고 있으며, 스트리트에서 라이브를 하기 전에 앨범을 자주 듣고 있었다고 한다.
쿠로다와 함께 Mr.Children의 팬이다. (참고로 Mr.Children의 보컬인 사쿠라이 카즈토시와는 집이 가깝고 주차장이 옆에 있다.)
그 외로는 코부치 자신은, What's In?지 2008년 2월호에서 BUMP OF CHICKEN의 곡을 좋아한다고 이야기 했다.
코부쿠로의 악곡의 대부분을 작사, 작곡 하고 있으며, 특히 싱글과 앨범에 수록 된 악곡 중「눈이 내리지 않는 거리」,「DOOR」,「overflow」,「월광」,「To calling of love」,(쿠로다가 작사,작곡한 작품)을 제외한 모든 곡에 대해서, 코부치가 작사, 작곡에 참여하고 있다.(「사쿠라」와「시간의 발걸음 소리」는 쿠로다와의 합작.「사쿠라」는 쿠로다와 21STREET(라디오 방송)의 청취자와의 합작이며, 그 외의 곡은 거의 다 코부치의 단독 작품.

### 어머니의 죽음
코부치가 18살 때 어머니가 돌아가셨으며,「멀리서・・」와「츠보미」는, 어머니의 죽음을 테마로 한 곡이다. 2007년에「츠보미」에서 일본 레코드 대상을 수상 했을 때「이 상을 먼저 누구에게 전해주고 싶습니까?」라는 질문에「오늘은, 어머니를 생각하며 노래를 불렀다고 말씀 드렸지만, 왠지 (어머니가) 같이 부르고 있었던 느낌이 굉장히 강했기 때문에, 분명 같이 이 상을 받고 있는 게 아닐까라고 생각합니다.」라고 대답 했다.

### 사생활
음악 활동 전념을 위해, 회사에 그만둔다고 이야기 했을 때, 당시의 자신의 아버지와 같은 나이대의 많은 부하를 밑에 두고 있었으며, 회의실에 갖혀서 8시간이나 설득 받았다고 한다.
샐러리맨 시절의 경험은 현재 토크에 사용되고 있다.
2011년까지 자동차 면허를 가지고 있지 않았으나, 자동차에 흥미가 생긴 것은 아니었다. 단지, 어렸을 적 졸면서 자전거를 타다가 논두렁에 떨어졌던 경험 때문에 위험하다고 생각하여 면허를 딸 생각은 없다고 이야기 했었다.
2011년 휴식기에 운전면허를 취득.

### 그 외
레코쵸크가 실시한「결혼하고 싶은 아티스트」2008년 ~ 2012년 연속으로 1위를 차지했다. 단, 위에서 서술한 것과 같이, 2008년 당시의 시점에서부터 이미 기혼이다.
이름을 잘 모르는 일반인에게는「코부쿠로의 작은 쪽」이라고 불리는 경우가 많으나, 신장은 169cm로 평균보다 약간 작은 정도로, 작다고 이야기 들을 정도는 아니다. 파트너인 쿠로다의 신장이 193cm이기 때문에, 상대적으로 작게 보일 뿐이다.
그림을 그리는 것이 특기로, 아티스트 굿즈 제작과 투어 T셔츠의 디자인, 일러스트도 자신이 참여하고 있다.
후쿠오카 소프트 뱅크 호크스의 타케다 쇼타 투수와 먼 친척이다.

## 디스코그래피

#### 앨범
| 매수 | 발매일          | 타이틀 | 최고순위 |
| ---- | --------------- | --- | -------- |
| 1st  | 2013년 9월 18일 | 기타를 타는 노래 소리(츠마비쿠 우타고에, ツマビクウタゴエ) ~Kobukuro songs,acoustic guitar instrumentals~ |          |